# Votice (nádraží)
Votice jsou obvod stanice Olbramovice (někdejší samostatná železniční stanice) ve východní části města Votice v okrese Benešov ve Středočeském kraji nedaleko Srbického potoka. Leží na dvoukolejné elektrifikované trati Praha – České Budějovice (25 kV, 50 Hz AC).

## Historie
Železniční stanici dle typizovaného stavebního vzoru vybudovala soukromá společnost Dráha císaře Františka Josefa (KFJB) na trase nově budovaného spojení Vídně a Prahy s dočasnou konečnou stanici v Čerčanech, kam dojel první vlak z Českých Velenic už 3. září 1871. K otevření zbývající trasy, včetně olbramovického nádraží, do Prahy došlo 14. prosince téhož roku po dokončení železničního mostu přes Sázavu v Čerčanech. Ten byl zpočátku provizorně postaven ze dřeva.
KFJB byla zestátněna roku 1884, trať převzaly Císařsko-královské státní dráhy (kkStB), po roce 1918 správu převzaly Československé státní dráhy (ČSD)
Stanice byla na přelomu 19. a 20. století přestavěna a rozšířena.[zdroj?]
Koncem 70. let 20. století byla trať procházející stanicí elektrizována.

## Popis
Stanicí prochází Čtvrtý železniční koridor, vede tudy dvoukolejná trať. V letech 2009–2013 byla rekonstruována a upravena dle parametrů na koridorové stanice: byla přidána druhá traťová kolej, byla zvýšena průjezdová rychlost stanicí na 160 km/h, vznikla dvě bezbariérová vyvýšená nástupiště, jedno ostrovní a jedno hranové. Současně Votice zanikly jako stanice a staly se jedním z obvodů stanice Olbramovice.